# Emanem Records
Emanem Records is een onafhankelijk Brits platenlabel, dat zich richt op free jazz en geïmproviseerde muziek. Het werd in 1974 opgericht door Martin Davidson met de bedoeling om platen uit te geven van in Londen opgenomen geïmproviseerde muziek en heeft sindsdien veel albums uitgegeven van oude opnames (bijvoorbeeld van John Stevens en het Spontaneous Music Ensemble) en nieuw opgenomen werk. Artiesten die op het label uitkwamen zijn onder meer Derek Bailey, Steve Beresford, Anthony Braxton, Eugene Chadbourne, Lol Coxhill, Steve Lacy, Maggie Nicols, Evan Parker, Elliott Sharp en Kenny Wheeler. De slogan van het label is Unadulterated New Music For people Who Like New Music Unadulterated.
Emanem Records en het Matchless-label organiseren ieder jaar in Londen het Freedom of the City-festival voor geïmproviseerde muziek, waar opnames gemaakt worden die op een van deze labels uitkomen.